# Seneca Falls
Seneca Falls è una città degli Stati Uniti d'America, situata nella Contea di Seneca, nello stato di New York.
La città comprende l'omonima borgata (hamlet) di Seneca Falls, che fino al 31 dicembre 2011 aveva lo status di incorporated village. La comunità, che secondo una leggenda diede ispirazione a Frank Capra per l'ideazione della città fittizia di Bedford Falls, ospita un museo dedicato al film La vita è meravigliosa.
Seneca Falls, ove nacque l'astronomo Ira Sprague Bowen, ospita la National Women's Hall of Fame.

## Storia
L'area era parte del territorio occupato dalla popolazione Cayuga, visitata da missionari gesuiti durante il diciassettesimo secolo. I suoi villaggi vennero attaccati e distrutti dalla Spedizione Sullivan del 1779. Successivamente, fu parte del Central New York Military Tract, ovvero dei territori dati come ricompensa ai soldati reduci dalla guerra d'indipendenza americana. Parte dell'area, a nord del lago Cayuga, dopo la guerra fu riservata ai reduci della popolazione Cayuga originaria. Nel 1818 fu realizzato un canale tra il lago Seneca e il lago Cayuga, poi annesso al canale Erie nel 1828.
La città di Seneca Falls fu fondata nel 1829, quando fu divisa dalla città già esistente di Junius. Tre anni più tardi gran parte della sua popolazione fu riunita in un'omonima sottodivisione, dando origine al villaggio (incorporated village) di Seneca Falls. Il 16 marzo 2010, a seguito di pubbliche votazioni, il villaggio decise di dissolversi per motivi di opportunità economico-finanziaria. Lo scioglimento fu efficace dal 31 dicembre 2011, quando il villaggio, il più grande a votare a favore di una dissoluzione nello Stato di New York, contava una popolazione di oltre 6.800 abitanti.